# Сладек, Йозеф Вацлав
Йозеф Вацлав Сладек (чеш. Josef Václav Sládek; 27 октября 1845, Збирог, Королевство Чехия, Австро-Венгерская империя — 28 июня 1912, там же) — чешский поэт, журналист и переводчик. Один из основателей детской поэзии на чешском языке.

## Биография
Йозеф Вацлав Сладек родился 27 октября 1845 года в Збироге в семье каменщика. Учился в Пражском университете, где подружился с Яромиром Челаковским и Венцелем Койничем. Родители хотели, чтобы он избрал карьеру священника, но Йозеф Вацлав обратился к изучению естественных наук и математики на факультете искусств. После развода родителей, семья обеднела, из-за чего в 1868 году ему пришлось прервать обучение.
Он принял приглашение бизнесмена из Чикаго, который искал учителя чешского языка для сына, и переехал в США. Здесь Йозеф Вацлав работал редактором в чешских изданиях, учил детей польских иммигрантов, трудился на фермах и на строительстве железных дорог. За два года в США он познакомился с англо-американской литературой. В 1869 году основал новый журнал «Ruch», сыгравший видную роль в истории новейшей чешской поэзии.
По возвращении, преподавал английский язык в политехникуме в Праге, затем служил лектором английского языка в Карловом университете в Праге, а с 1870 по 1875 года был редактором газеты «Národní Listy». Он также служил учителем английского языка в Академии торговли.
В 1873 году женился на Эмилии Недвидковой, которая умерла год спустя. Йозеф Вацлав участвовал в издании журнала «Lumír», редактором которого он стал с 1877 года, а в 1898 году был уже старшим редактором и членом группы «Лумировцы» (чеш. Lumírovci).
В 1900 году подал в отставку. Из-за болезней нервов и сердца с 1888 года часто жил в курортном городе Подебрады, проводил всё больше времени в родном городе Збирог, где занимался переводами Уильяма Шекспира, Джорджа Гордона Байрона, Генри Лонгфелло, Роберта Бёрнса и Фрэнсиса Брета Гарта. Свои стихи публиковал в журналах «Květy», «Světozor» и «Osveta».
Йозеф Вацлав Сладек умер 28 июня 1912 года в Збироге.

## Творчество
Первый сборник его лирики — «Básně» (Стихотворения) вышел в 1875 году. Далее последовали сборники «Jiskry na moře» (1879), «Světlou stopou» (1881), «Ze Života» (1884).
Темой большинства произведений Йозефа Вацлава была традиционная чешская деревня, образ крестьянина, как символа нации. Другой часто повторяющейся темой в его поэзии является тема детства, отчий дом и малая родина. Поэт идеализировал сельское население, высоко ценил близость крестьян к природе, их верность традициям и религии. Его стихи просты, ритмичны и мелодичны, некоторые из них были положены на музыку композиторами Карелом Бендлем и Йозефом Богуславом Фёрстером.